# Teatro Arena San Salvi
San Salvi Città Aperta è un progetto culturale nato per la rigenerazione dell'ex-città manicomio di San Salvi a Firenze, che dal 1998 è stato recuperato per funzioni socioculturali della città.

## Descrizione
Il progetto si apre con la creazione di uno spazio teatrale all'interno di San Salvi, che diviene il primo presidio culturale in un'ex area manicomiale.
Con San Salvi Città Aperta si vuole ribaltare della funzione originaria del luogo rendendo aperto, culturale e libero uno spazio che è stato testimone di innumerevoli episodi di reclusione e contenzione.
Parte essenziale di questo particolare e significativo processo di recupero del complesso è l'esperienza condotta dal gruppo di teatro di ricerca Chille de la balanza, diretto da Claudio Ascoli.
La compagnia ha stabilito qui la sede operativa di una esperienza artistica fra le più importanti e stimolanti del panorama fiorentino: un vero e proprio cantiere aperto a iniziative d'avanguardia e di contaminazione disciplinare: mostre, laboratori, spettacoli, happening, concerti, improvvisazioni.
L'esperienza ha portato a una azione di riscoperta e riappropriazione da parte dei cittadini di uno spazio della città fino a poco tempo fa in pratica sconosciuto a causa della sua destinazione a luogo di segregazione e di isolamento.
In questo ha avuto un ruolo fondante lo spettacolo itinerante C'era una volta... il manicomio, comunemente conosciuto come La Passeggiata di e con Claudio Ascoli, ideata nel 1999, che ha avuto oltre 60.000 visitatori.
È stata riconosciuta come Passeggiata patrimoniale da UNESCO e Consiglio d'Europa così come definita dalla Convenzione di Faro del 2005.